# Mastigodryas bifossatus
Mastigodryas bifossatus là một loài rắn trong họ Rắn nước. Loài này được Raddi mô tả khoa học đầu tiên năm 1820.

## Hình ảnh

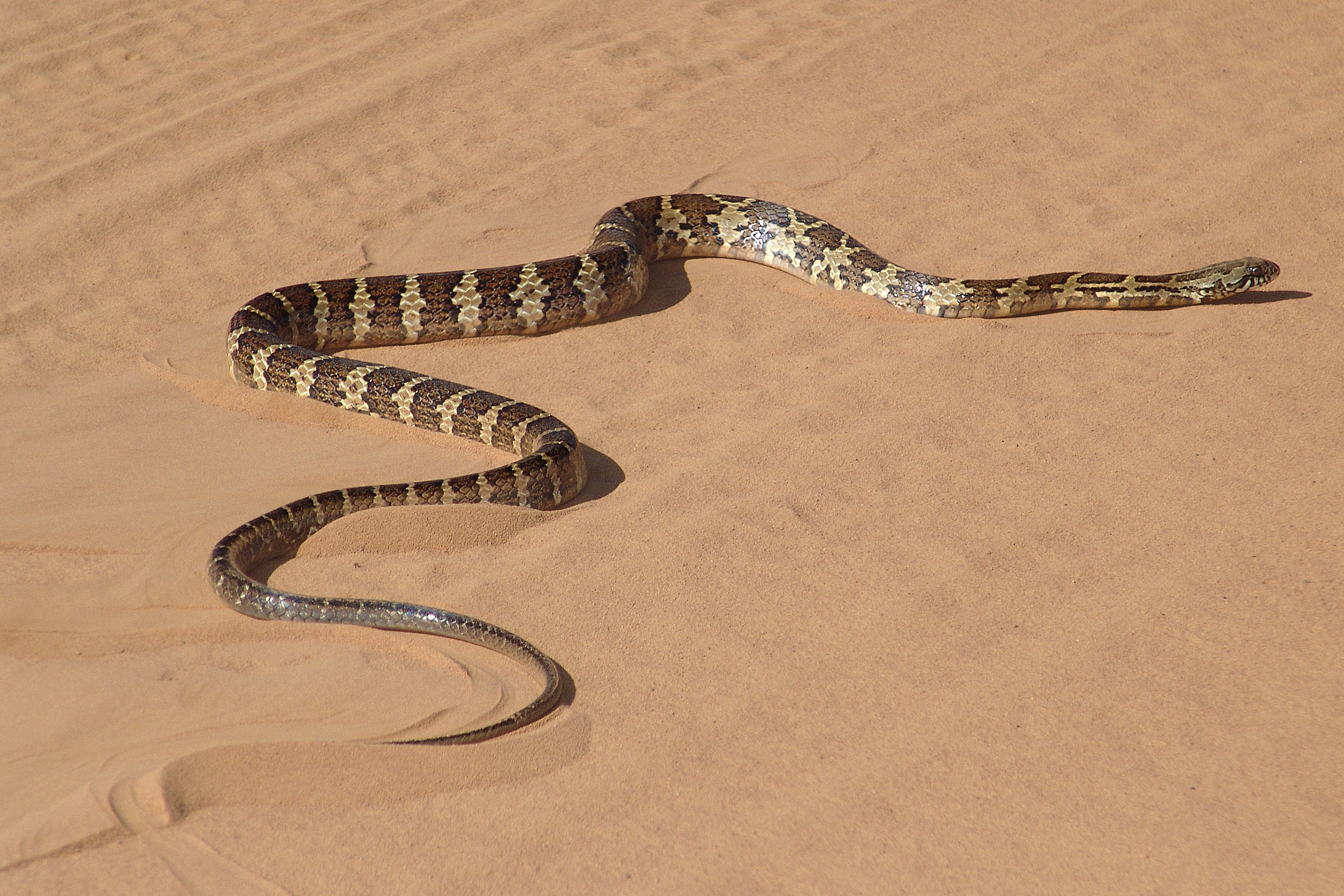